# Момот, Марина Геннадьевна
Марина Геннадьевна Момот (Хазова) (род. 5 февраля 1981, (Рубцовск, РСФСР, СССР) — российская баскетболистка, выступавшая в амплуа тяжёлого форварда. Мастер спорта России.

## Биография
Хазова Марина — воспитанница баскетбола г. Рубцовска (первый тренер — П. П. Соловей). Первым профессиональным клубом стала команда «Шелен» из Красноярска в возрасте 16 лет, здесь Марина сыграла первые матчи на взрослом уровне и стала постоянно привлекаться в состав национальной сборной различных возрастов.
В 19 лет она переехала в Екатеринбург, где начала играть за один из сильнейших клубов России — «УГМК». Марина была стабильным результативным игроком, на её счету чемпионство, серебряная и бронзовая медаль чемпионата России.
С 2007 по 2011 год Марина Хазова выступала в женской Премьер-лиге чемпионата России за «Динамо-ГУВД». В 2011 году по окончании сезона подписала контракт с московским «Динамо», где первоначально имела большую игровую практику, но с приходом по ходу сезона «легионерок» стала чаще оказываться на скамейке запасных. По окончании сезона Марина принимает решение вернуться в Красноярск к тренеру — подруге Ольге Шунейкиной и помочь команде «Енисею» выйти в элитный дивизион. В последнем своём игровом сезоне Момот внесла ощутимый вклад в победу команды в «Суперлиге», причём Марина в финальном победном матче против «Казаночки» набрала больше всех очков — 16. По окончании сезона Российская федерация баскетбола признала Марину Момот — лучшей центровой «Суперлиги» сезона 2012/13.
Летом 2012 года вышла замуж за баскетбольного арбитра Александра Момота и поменяла фамилию. 15 мая 2014 года у неё родилась дочь — Софья.

### Статистика выступлений за клубы (средний показатель)
| Клуб                        | Сезон   | Чемпионат | Чемпионат | Чемпионат | Чемпионат | Кубок России | Кубок России | Кубок России | Кубок России | Еврокубки | Еврокубки | Еврокубки | Еврокубки |
| Клуб                        | Сезон   | Игр       | Очк       | Подб      | Перед     | Игр          | Очк          | Подб         | Перед        | Игр       | Очк       | Подб      | Перед     |
| --------------------------- | ------- | --------- | --------- | --------- | --------- | ------------ | ------------ | ------------ | ------------ | --------- | --------- | --------- | --------- |
| «Динамо-ГУВД» (Новосибирск) | 2008-09 | 25        | 4,9       | 1,4       | 0,6       | 3            | 6,7          | 4,7          | 0,7          | -         | -         | -         | -         |
| «Динамо-ГУВД» (Новосибирск) | 2009-10 | 17        | 8,7       | 3,1       | 1,1       | 3            | 9,3          | 2,0          | 0,7          | -         | -         | -         | -         |
| «Динамо-ГУВД» (Новосибирск) | 2010-11 | 24        | 6,5       | 4,1       | 1,7       | 7            | 3,3          | 2,4          | 1,3          | 9         | 5,7       | 5         | 1,3       |
| «Динамо» (Москва)           | 2011-12 | 13        | 5,8       | 3,0       | 0,6       | 3            | 10,0         | 6,3          | 0,3          | 6         | 8,0       | 5,2       | 0,3       |
| «Енисей» (Красноярск)       | 2012-13 | 16        | 8,1       | 2,4       | 0,8       | 5            | 7,6          | 4,6          | 1,0          | -         | -         | -         | -         |

## Сборная России
Участвовала в отборочном турнире к чемпионату Европы 2003, где сыграла три игры. Но травма не позволила ей принять участие в самом чемпионате Европы, где сборная России заняла 1-е место. Потеряв целый год на восстановление, Марина приняла решение о завершении карьеры в национальной команде, о котором она позже сожалела.

### Статистика выступлений за сборную России (средний показатель)
| Сборная                | Сезон | Место        | Чемпионат | Чемпионат | Чемпионат | Чемпионат |
| Сборная                | Сезон | Место        | Игр       | Очк       | Подб      | Перед     |
| ---------------------- | ----- | ------------ | --------- | --------- | --------- | --------- |
| ЧЕ (до 16 лет)         | 1997  | 1            | 5         | 1,3       | 0,5       | -         |
| ЧЕ (до 20 лет)         | 2000  | 1            | 8         | 7,9       | 2,9       | 0,3       |
| Отборочный турнир к ЧЕ | 2003  | 1 (в группе) | 3         | 14,3      | 3,0       | 0,7       |

## Достижения
- Чемпион Европы по баскетболу среди кадеток (до 16 лет): 1997 г.
- Чемпион Европы по баскетболу среди молодёжных команд (до 20 лет): 2000 г.
- Чемпион России по баскетболу среди женщин: 2002, 2003
- Серебряный призёр чемпионата России по баскетболу среди женщин: 2001, 2004, 2006
- Бронзовый призёр чемпионата России по баскетболу среди женщин: 2005,
- Обладатель Кубка России по баскетболу среди женщин: 2005
- Бронзовый призёр Мировой лиги по баскетболу среди женских клубных команд: 2003
- Полуфиналист Кубка Европы ФИБА (женщины): 2007